# Liste der Naturdenkmale in Wallenborn
Die Liste der Naturdenkmale in Wallenborn nennt die im Gemeindegebiet von Wallenborn ausgewiesenen Naturdenkmale (Stand 4. Juni 2024).

## Naturdenkmale
| Nr.         | Bezeichnung       | Lage                                                  | Beschreibung                                                         | Bild                                    |
| ----------- | ----------------- | ----------------------------------------------------- | -------------------------------------------------------------------- | --------------------------------------- |
| ND-7233-085 | Zwei Sauerbrunnen | Schulstraße, neben Nr. 14a Lage                       | zwei Mineralquellen in einem Becken gefasst                          | Direkt Bild zu diesem Denkmal hochladen |
| ND-7233-090 | Kreuzeiche        | nordwestlich des Ortes; Abteilung Auf Prümscheid Lage | Quercus robur, um 1700 gekeimt, 25 m hoch bei 3,0 m Brusthöhenumfang | Direkt Bild zu diesem Denkmal hochladen |